# Сакатекас (город)
Сакате́кас (исп. Zacatecas) — город в Мексике, столица штата Сакатекас. Население 122 889 человек.
Город обслуживает международный аэропорт им. генерала Леобардо Руиса.

## История
Город основал Хуан де Толоса. Уроженцем города был «последний конкистадор» Хуан де Оньяте.
Название происходит от ацтекского названия одного из индейских народов — сакатекос, населявших данный регион. В конечном счёте, само слово zacatl означает сорт травы данного региона. Область, где росла эта трава, называлась Zacatlan, а её обитатели — Zacateca, во множественном числе на мексиканском испанском — Zacatecas.
Первые люди появились в данной области 10 000 лет назад, когда климат был влажнее и теплее, чем сейчас. В конце концов, в регионе стали доминировать чичимекские племена, такие как касканы, гуачичили, гуамары, уичоли, сакатеки и другие. Последние преобладали. Эти люди добывали серебро и другие металлы в этих горах ещё задолго до прихода европейцев.
Испанцы пришли в этот район через Гвадалахару. В 1540 г. Н. Гусман (Nuño de Guzmán) отправился из Мехико для завоевания Мичоакана и Халиско. Один из лейтенантов Гусмана, Кристобаль де Оньяте (Cristobal de Oñate), завоевал область вокруг Гвадалахары. Другой, Педро Альминдес (Pedro Almindes Chirinos Peralmindes), отправился исследовать земли на севере, взяв Сакатекас с неохотой, но не зная о богатстве его земли. Другие экспедиции уже привезли образцы пород свинца и серебра. В 1548 г. официально был основан форт для добычи полезных ископаемых и назван Шахты Богоматери Ремедиосской (Minas de Nuestra Señora de Remedios). Через два года здесь был открыт католический приход. В 1585 г. был объявлен городом и назван Очень Благородный и лояльный город Богородицы Сакатекасской (Muy Noble y Leal Ciudad de Nuestra Señora de Zacatecas), а также получил от короля Филиппа II свой герб. К концу XVI века город стал вторым по значению после Мехико. Во время мексиканской войны за независимость Сакатекас не видел крупных сражений, но здешние лидеры, такие как Виктор Росалес (Victor Rosales) и Хосе Мария Кос (José María Cos) были связаны с М. Идальго — лидером мексиканских повстанцев.
Вскоре после обретения Мексикой независимости, Сакатекас в 1823 стал столицей одноимённого штата. В середине 1820-х здесь были открыты первый оперный театр, педагогический колледж, казначейство, Верховный суд штата и другие учреждения. С конца войны за независимость и до конца XIX века город был ареной борьбы консерваторов с либералами. В 1835 г. тогдашний либерал А. Л. де Санта Анна (Antonio López de Santa Anna) разгромил войска Ф. Гарсии Салинаса (Francisco Garcia Salinas). Во время Войны за Реформу город был взят консервативным генералом М. Мирамоном (Miguel Miramón). Первая железная дорога, соединившая Сакатекас с Гуадалупе, была закончена в 1880. Связь с Мехико и Эль Пасо по железной дороге была создана в 1884. Во время мексиканской революции, в 1914 году, за город велось ожесточённое сражение между силами конституционалистов Ф. Вильи (Francisco Villa) и правительственными войсками В. Уэрты (Victoriano Huerta). Общее число жертв этой бойни насчитывало 8000 человек. После революции город Сакатекас понемногу восстановился. В 1968 старый Институт Наук был преобразован в Автономный Университет Сакатекаса. В 1993 г. центр города был объявлен объектом Всемирного наследия ЮНЕСКО.

## Города-побратимы
- Азуса
- Ла-Плата
- Ориуэла